# Mitani
Judoklubben Mitani er en dansk judoklub fra København S. Judoklubben blev stiftet den 4. april 1989. Klubben ligger på Amager og har skiftet lokaler, hvor det nu i dag ligger tæt på Amager Strand. Efter en renovering i 2011 fik Mitani 155 m2 måtteareal samt et motions- og vægtræningslokale. Mitani er medlem af Dansk Judo Union, hvor igennem klubbens kæmpere deltager i nationale samt internationale stævner.

## Historie

### Stiftelse
Judoklubben blev stiftet den 4. april 1989 ad Klaus Ambrass, Henrik Anders, Ken Dobel, Johnny Jensen, Per Nielsen og Michael Whichmann. klubben modtog i opstartperioden beløb, heriblandt et stort indskud til køb af måtter fra Ken Dobels familie i Japan. Ken Dobels familienavn er Mitani, hvilket betyder "de tre dale" på japansk. Som tak for den store hjælp valgte man at opkalde Judoklubben efter familiens navn, Mitani.

### Logo
Judoklubbens logo var i begyndelsen sort og hvidt, og bestod af klubbens navn på japansk. Efter nogle år valgte man at gøre logoet mere synligt. Et medlem af klubben, Florian Gaida, på tog sig opgaven at komme med et oplæg til et nyt logo. Det nye logo blev en kombination af det gamle logo, men med den røde sol, fra det japanske flag som ramme. Det nye logo blev malet på væggen i dojoen, hvor det stadig er den dag i dag. 

### Nomineringer
I 2001 blev Judoklubben Mitani nomineret og kåret som årets klub ad Amager Bladet.

## Deltagelse og resultater
Tekst mangler, hjælp os med at skrive teksten

## Administration
Tekst mangler, hjælp os med at skrive teksten

## Trænerstab
Tekst mangler, hjælp os med at skrive teksten

## Hold
Mitani har hold for både begyndere og øvede, børn samt voksne.